# Royal Flight of Oman
La Royal Flight of Oman (RFO) è una compagnia aerea VIP di proprietà e gestita dal sultanato dell'Oman che si occupa del trasporto della famiglia reale del sultano dell'Oman; è totalmente indipendente dalla Royal Air Force of Oman. È un'organizzazione non militare e fa parte del Diwan of Royal Court Affairs; non fa parte della Royal Guard of Oman.
La RFO fu costituita nel 1974 e iniziò con alcuni velivoli ad ala fissa, mentre nel 1975 furono aggiunti velivoli ad ala rotante.
La RFO ha un proprio complesso di alloggi per il personale e di benessere (tra cui un club e una scuola internazionale) sulla Al Matar Street vicino all'aeroporto Internazionale di Mascate.

## Basi
La RFO ha una base operativa permanente e una base secondaria:
- Aeroporto internazionale di Muscat - è presente un terminal VIP in un'area separata e protetta.[6][7]

- Aeroporto Internazionale di Salalah - viene utilizzato regolarmente ed è presente un terminal VIP separato e protetto che supporta le attività della RFO.

Inoltre, gli aerei della RFO possono utilizzare qualsiasi aeroporto regionale dell'Oman e le basi aeree della RAFO, se necessario.

## Flotta

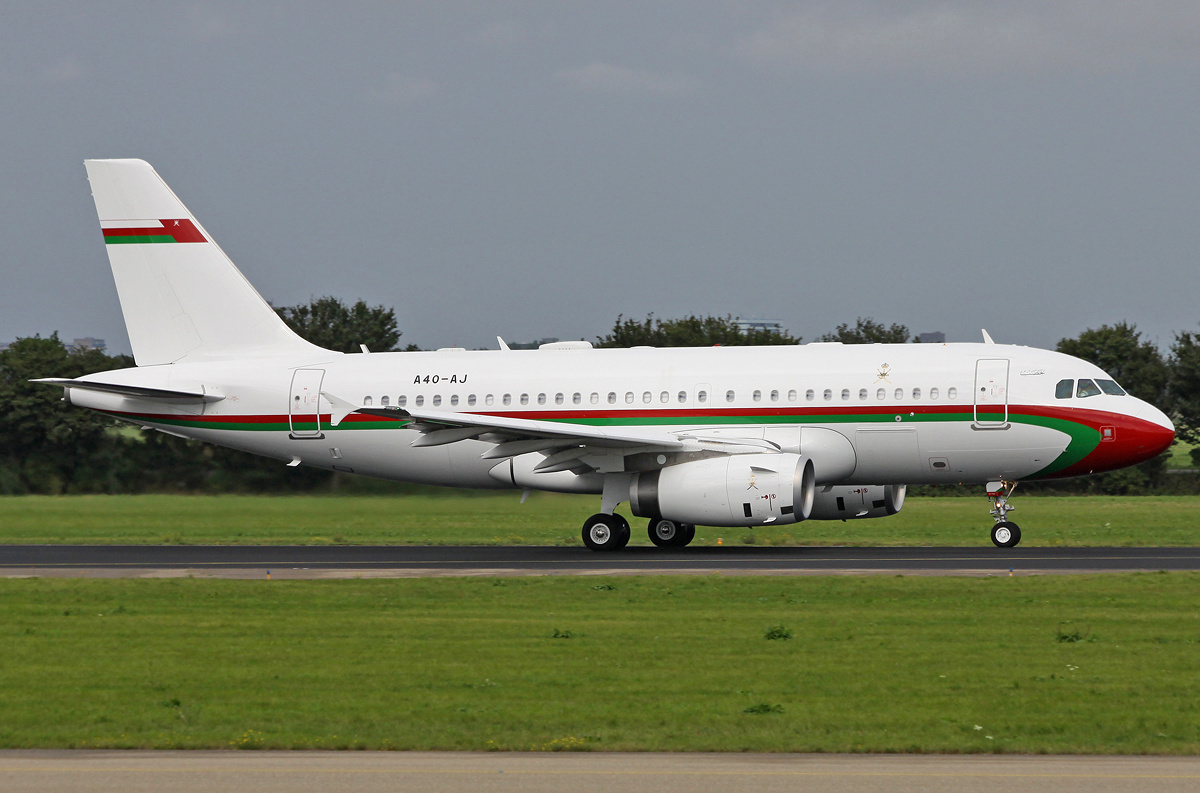
L'Airbus A319.

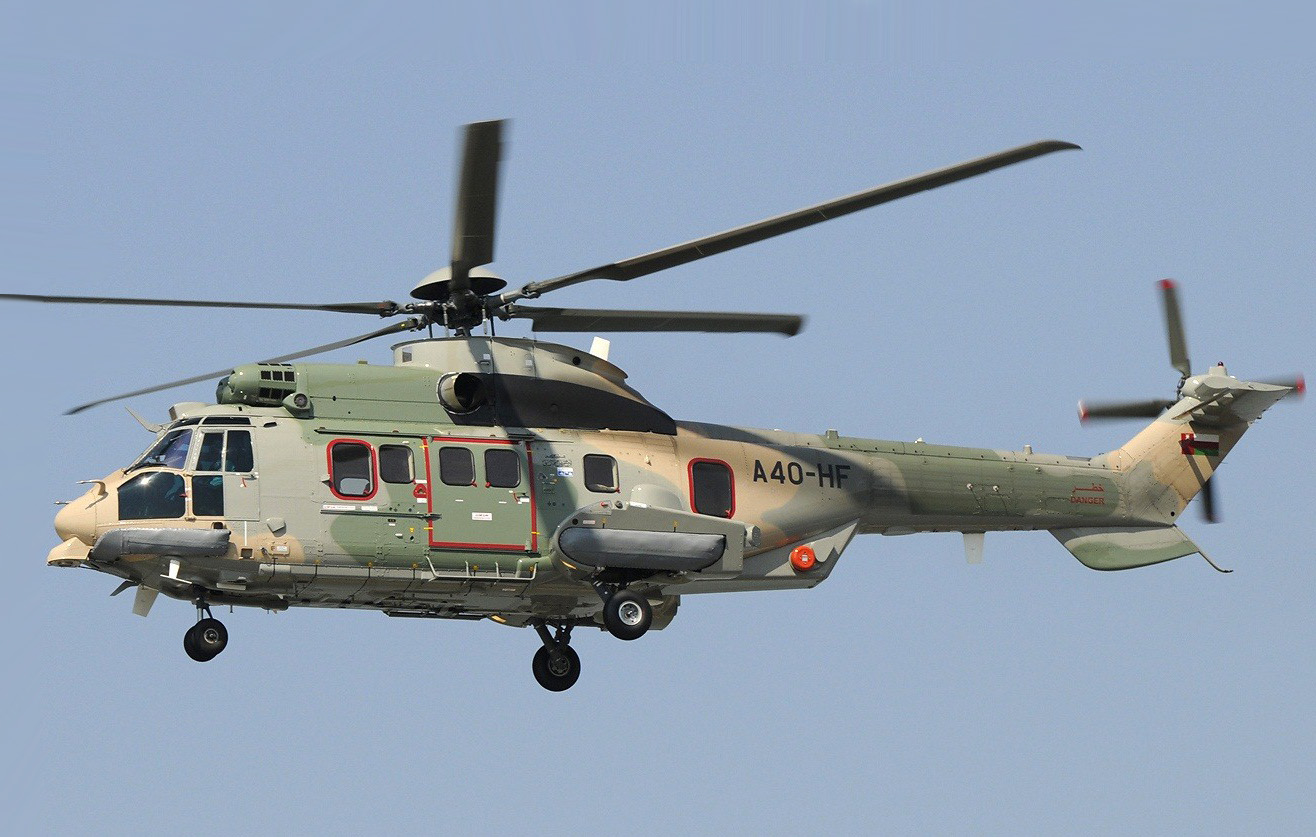
Uno dei Super Puma.

A gennaio 2024, Royal Flight of Oman opera con i seguenti aeromobili ed elicotteri:

### Livrea
Gli aerei ad ala fissa nella flotta della RFO sono normalmente dipinti in bianco, con una cheatline (linea dei finestrini) rossa e verde a metà fusoliera. L'impennaggio porta la bandiera nazionale del Sultanato dell'Oman. L'unica scrittura dipinta sulla fusoliera è in arabo e l'aereo prende il nome da luoghi del Sultanato. L'aereo da trasporto C-130 della RFO e i suoi elicotteri sono dipinti con uno schema mimetico.